# Aleksandar Marković

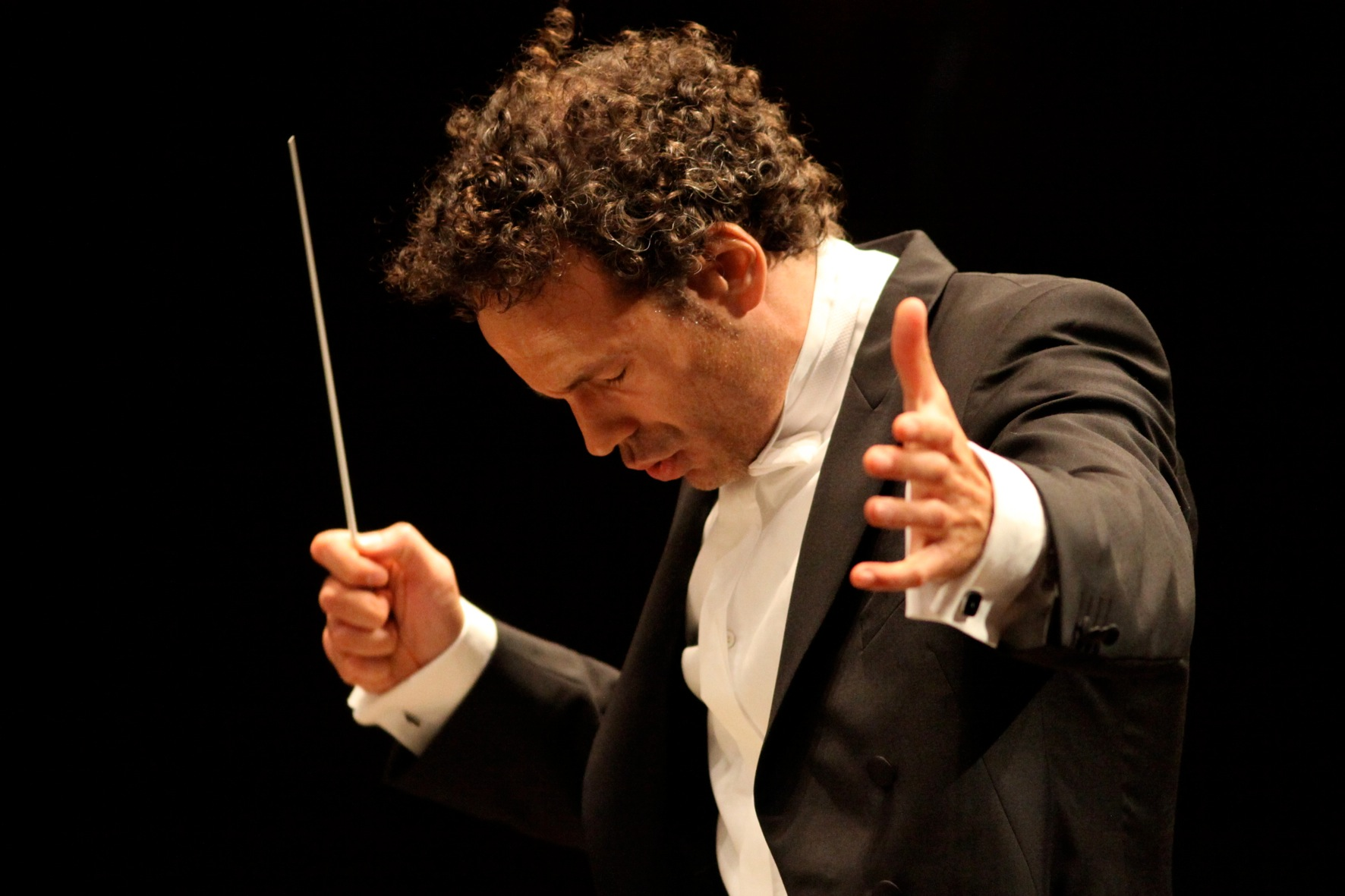
Aleksandar Marković

Aleksandar Marković (* 7. August 1975 in Belgrad, Jugoslawien) ist ein serbisch-österreichischer Dirigent, der in Wien lebt.

## Leben
Marković studierte bei Leopold Hager an der Universität für Musik und darstellende Kunst Wien. Daneben besuchte er Meisterklassen von Gianluigi Gelmetti und Lothar Zagrosek an der Accademia Musicale Chigiana in Siena. Er war Stipendiat der Herbert von Karajan-Stiftung Berlin.
2003 war er einer der Preisträger des Grzegorz Fitelberg International Competition und wurde danach zum Musikdirektor der Stanislaw Moniuszko Filharmonia Koszalin ernannt. 2005 bis 2008 war er Chefdirigent am Tiroler Landestheater Innsbruck. Als Gastdirigent leitete er unter anderem die Staatsphilharmonie Rheinland-Pfalz, das Mozarteum-Orchester Salzburg, das Deutsche Symphonie-Orchester und das Konzerthausorchester Berlin, sowie die Wiener Symphoniker. 
Von 2009 bis 2015 war Marković Musikdirektor und Chefdirigent der Philharmonie Brünn.
In der Saison 2016/2017 fungierte er als Musikalischer Leiter der Opera North in Leeds, England.